# Nicolas Dalla Valle
Nicolas Dalla Valle, né le 13 septembre 1997 à Cittadella (Vénétie), est un coureur cycliste italien.

## Biographie
En catégorie juniors (moins de 19 ans), Nicolas Dalla Valle termine notamment meilleur grimpeur du Trophée Centre Morbihan en 2015, manche de la Coupe des Nations juniors. Il fait ensuite ses débuts espoirs en 2016 chez Colpack, l'un des meilleurs clubs italiens. 
Chez les espoirs italiens, il obtient ses premiers succès au sprint en 2017. Sur piste, il est sacré champion d'Italie de la course aux points dans sa catégorie. En 2018, il est champion d'Italie du contre-la-montre par équipes espoirs, avec plusieurs de ses coéquipiers de Colpack. La même année, il se classe troisième de La Popolarissima, épreuve réputée pour les jeunes sprinteurs du pays.
Il décide de rejoindre l'équipe continentale autrichienne Tirol-KTM en 2019. Dans le calendrier continental, il se distingue en obtenant plusieurs places d'honneur au sprint, notamment au Tour d'Italie espoirs, où il se classe deuxième du classement par points. En juin, il termine deuxième des championnats d'Italie espoirs. Il évolue ensuite comme stagiaire dans la formation World Tour UAE Emirates. 
Non retenu par UAE Emirates à l'issue de son stage, Nicolas Dalla Valle passe finalement professionnel en 2020 au sein de l'équipe Bardiani CSF-Faizanè.

## Palmarès sur route

### Par année
- 2015
  - 3e du Gran Premio Sportivi di Sovilla
- 2017
  -  Champion d'Italie du contre-la-montre par équipes espoirs
  - Coppa 1° Maggio
  - Medaglia d'Oro Città di Monza
- 2018
  -  Champion d'Italie du contre-la-montre par équipes espoirs
  - 3e de La Popolarissima
  - 3e de Pistoia-Fiorano
- 2019
  - 2e de l'Eröffnungsrennen Leonding
  - 2e du championnat d'Italie sur route espoirs
- 2022
  - 1re et 5e étapes du Tour de Szeklerland
  - 3e du Grand Prix Megasaray
- 2023
  - 4e étape du Tour de Hainan
  - 3e du Circuito del Porto-Trofeo Arvedi

### Résultats sur les grands tours

#### Tour d'Italie
1 participation
- 2023 : 125e

### Classements mondiaux
| Année                                 | 2018  | 2019  | 2020 | 2021  | 2022 | 2023 |
| ------------------------------------- | ----- | ----- | ---- | ----- | ---- | ---- |
| Classement mondial                    | 1693e | 1317e | nc   | 2718e | 813e | 580e |
| UCI Europe Tour                       | 1094e | 907e  | nc   | 1774e | 611e | nc   |
|                                       |       |       |      |       |      |      |
| Légende : nc = non classéSource : UCI |       |       |      |       |      |      |

## Palmarès sur piste
- 2017
  -  Champion d'Italie de course aux points espoirs
- 2021
  - 3e de la course derrière derny